# Leander Club

Bladkleur van de Leander Club

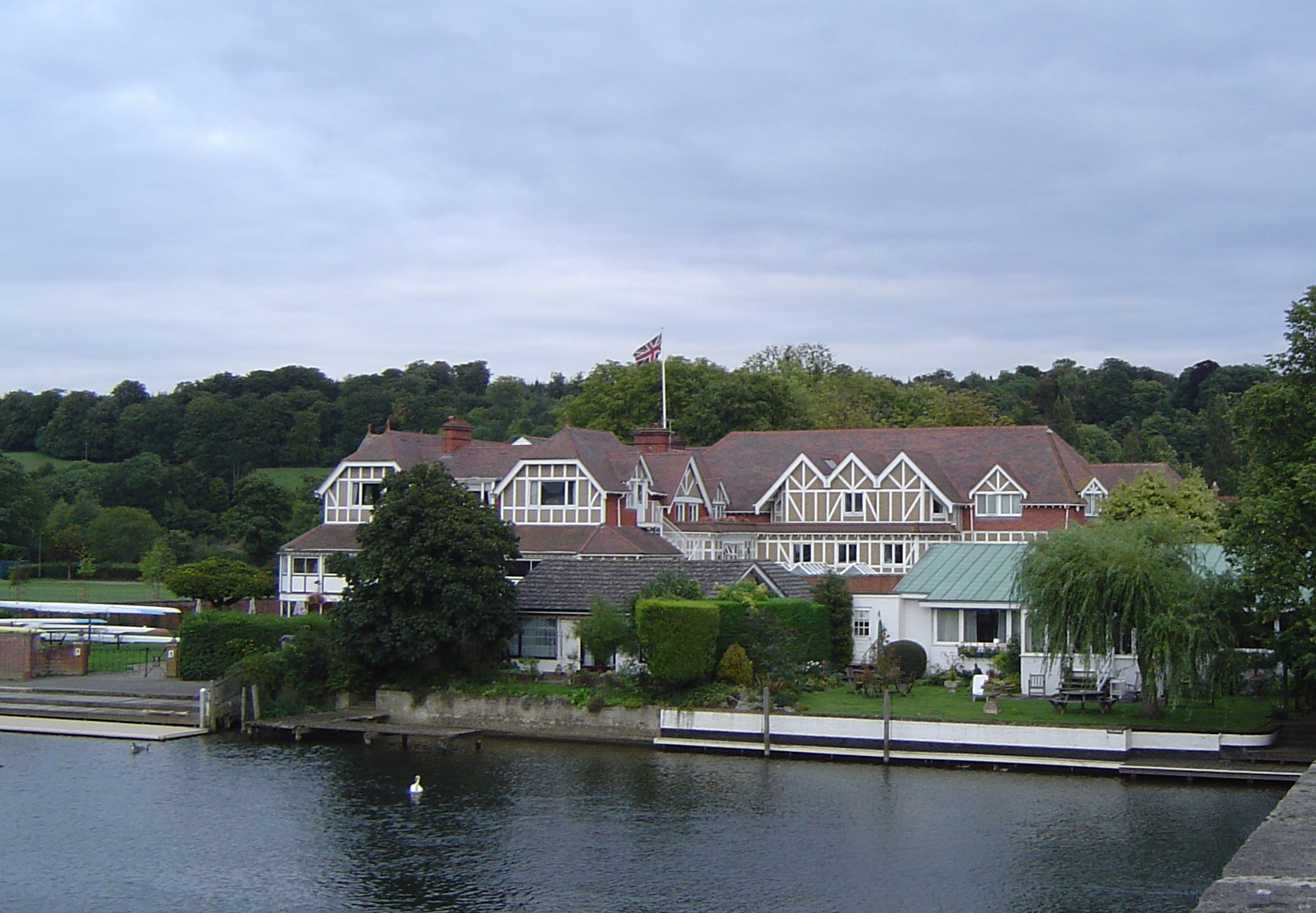
Leander clubgebouw bij de Henley brug

De Leander Club is een van de oudste roeiverenigingen ter wereld, en de oudste zonder academische binding. 
De Leander Club stamt uit 1818. In het begin was de club in Londen gevestigd. Aan het eind van de negentiende eeuw bleek een locatie meer stroomopwaarts aan de oevers van de Thames, met name bij Henley Bridge een ideale plek om te roeien, een reden voor de Leander Club om in 1897 een site aan te kopen en haar clubhuis daarheen te verplaatsen. Sinsdien is de club ook in de directe omgeving van de wedstrijdbanen van de Henley Royal Regatta gevestigd, in Remenham, enkel door de brug gescheiden van het dorpscentrum van Henley-on-Thames. Pas sinds 1998 is het voor vrouwen mogelijk om lid te worden.
De Leander Club is altijd een vooraanstaande club in de wedstrijd-roeisport geweest en is ook de hofleverancier voor de Engelse nationale ploegen. Er is ook een redelijke hoeveelheid geld beschikbaar om goede trainers te betalen en om de faciliteiten te bieden voor jonge roeiers om zich te kunnen ontwikkelen. De resultaten liegen er niet om, bijvoorbeeld het Britse team die olympisch kampioen in de vier-zonder-stuurman bij de Spelen van 2004 in Athene werd, was geheel bemand door Leander-leden (Matthew Pinsent, James Cracknell, Steve Williams en Ed Coode). Andere leden met eveneens meerdere olympische en wereldtitels waren en/of zijn Guy Nickalls, Frederick Kelly, Ran Laurie, Tim Foster, Steve Redgrave, Mark Hunter, Pete Reed (driemaal olympisch kampioen in de vier-zonder-stuurman, in 2008, 2012 en 2016), Alex Gregory, William Satch, Anna Watkins en Rebecca Romero. Tijdens zijn studententijd was ook Hugh Laurie actief lid, in opvolging van zijn vader, olympisch kampioen Ran Laurie.